# Pakantan Dolok
Pakantan Dolok is een bestuurslaag in het regentschap Mandailing Natal van de provincie Noord-Sumatra, Indonesië. Pakantan Dolok telt 317 inwoners (volkstelling 2010).